# 絕地奶霸2
絕地奶霸2（Big Momma's House 2）是一部2006年美國犯罪喜劇電影，由約翰·懷特塞爾執導。本片是2000年上映的絕地奶霸的續集，由馬汀·勞倫斯主演。電影上映後受到負面評價，影評網站爛番茄給其5%的分數。